# 出光昭介
出光 昭介（いでみつ しょうすけ、1927年7月13日 - 2023年12月20日）は、日本の実業家。出光興産名誉会長。

## 略歴
1927年、福岡県北九州市で出光佐三の長男として生まれる。東京府立第一中学校、府立高等学校を経て、ハーバード大学へ進学した。その後、出光興産へ入社する。1981年6月から第5代社長に就任し 、1993年5月まで務めた。会長を経て、2001年に代表権の無い名誉会長に退いた。
出光美術館（2代目館長）、松ヶ岡文庫（理事長）、一般財団法人不審菴（1981年理事）、表千家同門会（1996年東京支部長、2004年名誉会員、2011年東京支部名誉支部長）などでの文化的活動にも積極的に参加した。
娘に出光美術館3代目館長（2019年4月 - ）、青山学院大学文学部比較芸術学科教授の出光佐千子（1973年 - ）がいる。
2023年12月20日、老衰のため死去。96歳没。死去は翌21日に発表された。

## 会社との関わり
創業家2代目オーナーとして普通株式を持つ出光興産へ影響力を持っていた。しかし、1998年に就任した従兄弟の出光昭社長、天坊昭彦（後の社長）などの説得もあり、2000年より外部資本を受け入れ、2006年の株式上場が決まった。初めは難色を示していたが、最終的には同族オーナー型経営から所有と経営を分離する企業への改革を了承することになった。上場から10年後の2016年、出光興産が昭和シェル石油との経営統合を発表した際には創業家の立場として反対を表明、出光興産の経営陣とは全面対決の姿勢を見せていた。しかし、出光側は創業家出身から取締役などを出す事を条件に受け入れ2019年4月、出光と昭和シェルは経営統合した。